# Gumbrechtshoffen
Gumbrechtshoffen település Franciaországban, Bas-Rhin megyében. Lakosainak száma 1109 fő (2022. január 1.). Gumbrechtshoffen Engwiller, Gundershoffen, Oberbronn, Reichshoffen, Uhrwiller, Uttenhoffen és Zinswiller községekkel határos.

## Népesség
A település népességének változása:
| Lakosok száma | 1139 | 1160 | 1177 | 1175 | 1172 | 1167 | 1148 | 1128 | 1109 |
|               | 2013 | 2015 | 2016 | 2017 | 2018 | 2019 | 2020 | 2021 | 2022 |